# Swanson Bay
Swanson Bay är en vik i Kanada. Den ligger i provinsen British Columbia, i den sydvästra delen av landet, 3 800 km väster om huvudstaden Ottawa. Swanson Bay ligger vid sjön Yule Lake.
I omgivningarna runt Swanson Bay växer i huvudsak barrskog. Trakten runt Swanson Bay är nära nog obefolkad, med mindre än två invånare per kvadratkilometer.